# Duke Nukem: Manhattan Project
Duke Nukem:  Manhattan Proiect este un platformer dezvoltat de Sunstorm Interactive, produs de 3D Realms  și publicat de Arush Entertainment. A fost lansat pentru Microsoft Windows pe data de 14 mai 2002 în America de Nord și pe 14 iunie 2002 în Europa. Un port al jocului a fost lansat prin intermediul Xbox Live Arcade de pe Xbox 360, pe 23 iunie 2010, direct de către 3D Realms, urmat de portul iOS pe 9 ianuarie 2014. 